# Madonna z Dzieciątkiem (rzeźba Wita Stwosza)
Madonna z Dzieciątkiem, w literaturze znana również pod nazwą Madonna londyńska – przykład małej rzeźby figuralnej z okresu późnego gotyku. Wykonana została przez Wita Stwosza, obecnie znajduje się w zbiorach Muzeum Wiktorii i Alberta w Londynie.

## Madonna londyńska
Niewielka (wysokość 35 cm.), pełnoplastyczna figura wykonana jest z drzewa bukszpanowego. Figura przedstawia Maryję trzymającą w rękach małego Jezusa, od strony ikonograficznej rzeźba reprezentuje znany już we wczesnym gotyku typ Madonny z Dzieciątkiem. Ukazana w pełnej elegancji Maryja zwraca się z uśmiechem do widza. Gest i mimikę Marii powtarza Dzieciątko o okrągłej główce i wysokim czole. Swobodna poza – lekki kontrapost oraz widoczna w górnej partii suknia o linearnym modelunku – jest skontrastowana połami płaszcza pełnym meandrycznych układów fałd. Płaszcz stanowi swojego rodzaju przestrzenną opokę, która jest kontrastem dla zwartego korpusu figury. Figura nie jest polichromowana, co było częstym zjawiskiem w rzeźbie późnego gotyku, szczególnie na terenach Górnej Nadrenii, Szwabii i Frankonii. W rzeźbie londyńskiej czytelna jest kontynuacja stylu charakterystycznego dla rzeźby Marii z kościoła św. Sebalda w Norymberdze (układ szat) oraz rysunków artysty, m.in. pochodzącego z berlińskiej kolekcji rysunków i grafik (niem. Kupferstichkabinett) Ofiarowania Świątyni (twarz Marii). Dzieło to powstało przed rokiem 1513, kiedy to Stwosz zmienił styl draperii.
Wit Stwosz znany jest przede wszystkim z rzeźby monumentalnej, natomiast w jego oeuvre można znaleźć kilka przykładów małej rzeźby, którą stanowią niewielkie figury, przenośne ołtarze i inne przedmioty, wykonywane głównie z twardego drewna (np. z gruszy, orzechu, bukszpanu ), głównie na potrzeby powszechnej w wiekach średnich prywatnej dewocji.
O tym, że Stwosz trudnił się małą rzeźbą, mówią źródła, przede wszystkim testament artysty, oraz relacje o życiu Stwosza napisane przez Johanna Neudörfera. Dzieła drobnej rzeźby oraz sztychy (np. Wskrzeszenie Łazarza) artysta sprzedawał na swoim straganie położonym przy norymberskim rynku, obok kościoła Najświętszej Panny Marii, ponadto dzieła swoje sprzedawał na rynkach w Nördlingen czy Frankfurcie nad Menem.

## Madonna z Colmaru
W zbiorach paryskiego Luwru znajduje się pochodząca z Colmaru na Alzacji, niemal bliźniacza figura Madonny z Dzieciątkiem. Zmieniona została poza Marii oraz sposób traktowania szat. Zasadniczy element kompozycji tworzą niemal parawanowo zasłaniające poły draperii o spływających promieniście fałdach, które potęgują amorficzną całość.

## Pozostałe dzieła
Oprócz figurek Madonny z Dzieciątkiem małą rzeźbę okresu norymberskiego reprezentują: znajdująca się w Museum of Art w Cleveland "Maria spod krzyża", "Dzieciątko Jezus" ze zbiorów berlińskich oraz nacechowany czystością bryły i daleko idącym uproszczeniem datowany na rok 1507 niewielki wizerunek św. Wita w kociołku (Norymberga, Niemieckie Muzeum Narodowe (niem. Germanisches Nationalesmuseum)), który od strony treściowej nawiązuje do śmierci męczennika. Trójnożny baniasty kocioł został tu przedstawiony wyłącznie w celu identyfikacji świętego, który ma ręce złożone w geście modlitewnym, a na twarzy zgoła nie ma uczucia cierpienia.

## Literatura
- Zdzisław Kępiński, Wit Stwosz, Warszawa 1981.
- Piotr Skubiszewski, Wit Stwosz, Warszawa 1985.